# Зулц ам Некар
Зулц ам Некар (на немски: Sulz am Neckar) е град в Баден-Вюртемберг, Германия, на река Некар с 12 092 жители (към 31 декември 2015).
Намира се на 22 km северно от Ротвайл
През 790 г. е известен като „villa publica Sulza“. Първите собственици на намиращата се там солница през 11 век са графовете на Зулц и от 1250 г. господарите фон Геролдсек. През 1284 г. крал Рудолф I фон Хабсбург дава на Зулц права на град.